# Лобода Борис Іванович
Бори́с Іва́нович Лобода́ (нар. 24 січня 1939, Київ, Україна) — диктор Українського радіо з 1969 року, артист розмовного жанру з 1978 року, заслужений артист УРСР.

## Біографія
У 1960 році закінчив акторський факультет Київського державного інституту театрального мистецтва імені І.К. Карпенка-Карого (викладачі М. Крушельницький, О. Фомін).
До 1968 року працював у Запорізькому українському музично-драматичному театрі імені В. Г. Магара.
З 1969 року працював актором у Київському театрі юного глядача та почав багатодесятирічну співпрацю із Національною радіокомпанією України.
З 1978 року працював артистом розмовного жанру Національної філармонії України.
У 1990-тих роках працював викладачем у Київському інституті культури.
Багато років голос Бориса Івановича Лободи звучить на Українському радіо у передачах «UA: Радіо Культура», поетичних сторінках, програмі «Аудіокнижка»/
У 2020 році Борис Іванович озвучив твори Проспера Меріме Богдан Хмельницький (1863) та Українські козаки та їхні останні гетьмани (1865), Гійома Левассера де Боплана Опис України. Взяв участь у проєкті Українського інституту національної пам’яті «Пам'ять роду - історії людей, які пережили голодомор 1932-1933 рр., переказані їхніми нащадками» разом з Ларисою Недін, Неллею Даниленко, Галиною Стефановою, Василем Чорношкуром.
У 2021 році Борис Лобода озвучив історичний роман Павла Загребельного «Диво» (1968).
Робота диктором не припиняється і зараз[джерело не вказане 1538 днів].

## Озвучені твори[джерело не вказане 1538 днів]
- Іван Франко. Украдене щастя[5]
- Іван Франко. Захар Беркут
- Пантелеймон Куліш. Чорна рада
- Василь Королів-Старий. Нечиста сила
- Тодось Осьмачка. Старший боярин («Наш Формат», 2006)
- Микола Хвильовий. Я (Романтика) («Наш Формат», 2007)
- Марк Твен. Янкі з Коннектикуту при дворі короля Артура («Наш Формат», 2013)
- Антуан де Сент-Екзюпері. Планета людей. Маленький принц (2005)
- Альбер Камю. Чума
- Шота Руставелі. Витязь у тигровій шкурі («Наш Формат», 2006)
- Оскар Вайлд. Казки: Щасливий принц, Вірний друг, Соловейко і Троянда, Незвичайна ракета, Юний король, Велетень-себелюбець, День народження інфанти («Наш Формат», «Книга вголос», 2007)
- Юрій Яновський. Вершники. Майстер корабля. Мамутові бивні («Наш Формат») [6]
- Оноре де Бальзак. Шуани, або Бретань 1799 року («Наш Формат», «Книга вголос», 2011) [7]
- та багато інших.